# Vysoká Pec (Bohutín)
Vysoká Pec je vesnice, část obce Bohutín v okrese Příbram ve Středočeském kraji. Své jméno získala podle tavicích vysokých pecí na železnou rudu. Její vznik je spjat s rozvíjejícím se železářstvím na Příbramsku na počátku 18. století.

## Historie
První písemná zmínka o vesnici pochází z roku 1748.

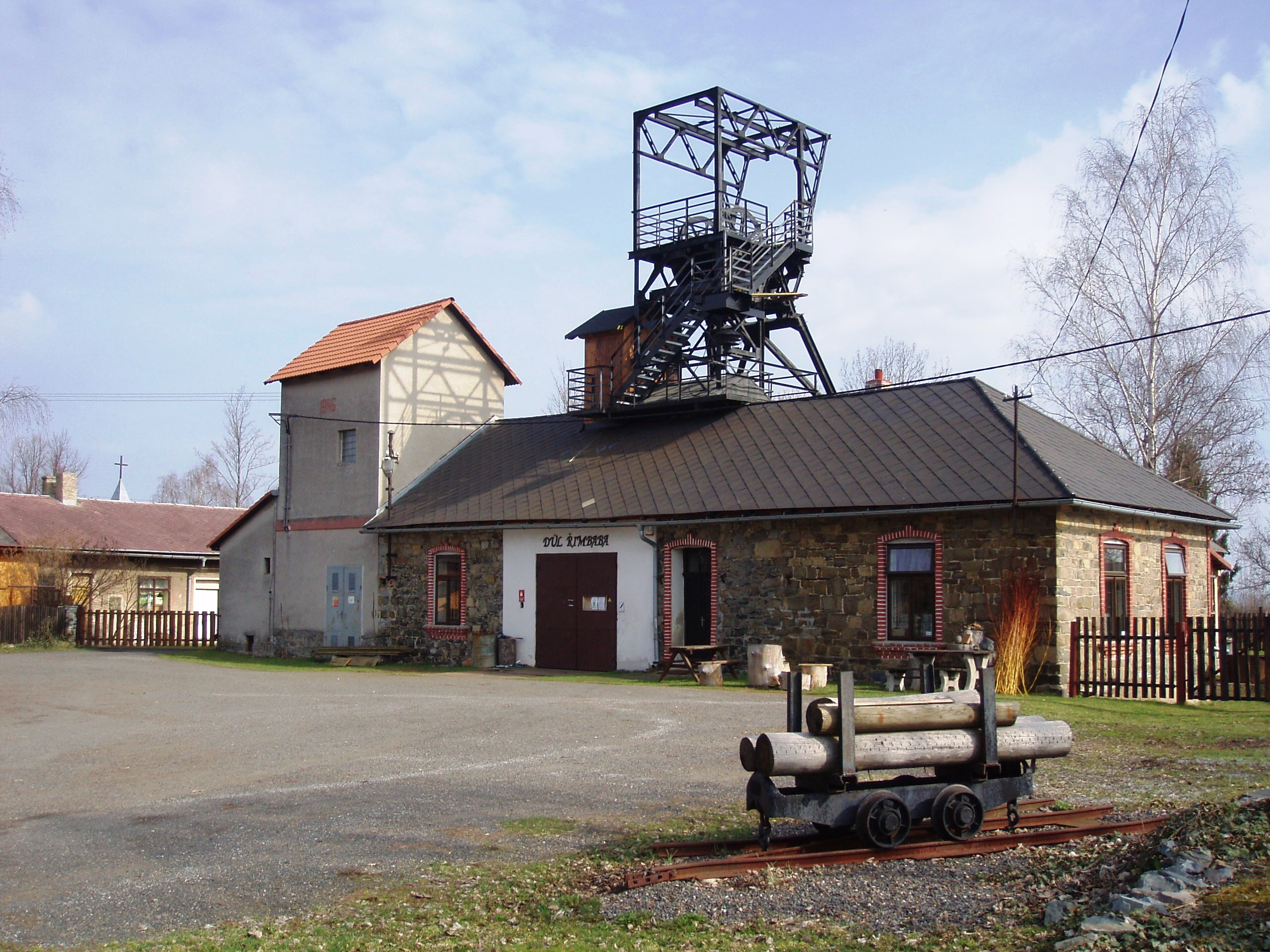
Důl Řimbaba ve Vysoké Peci

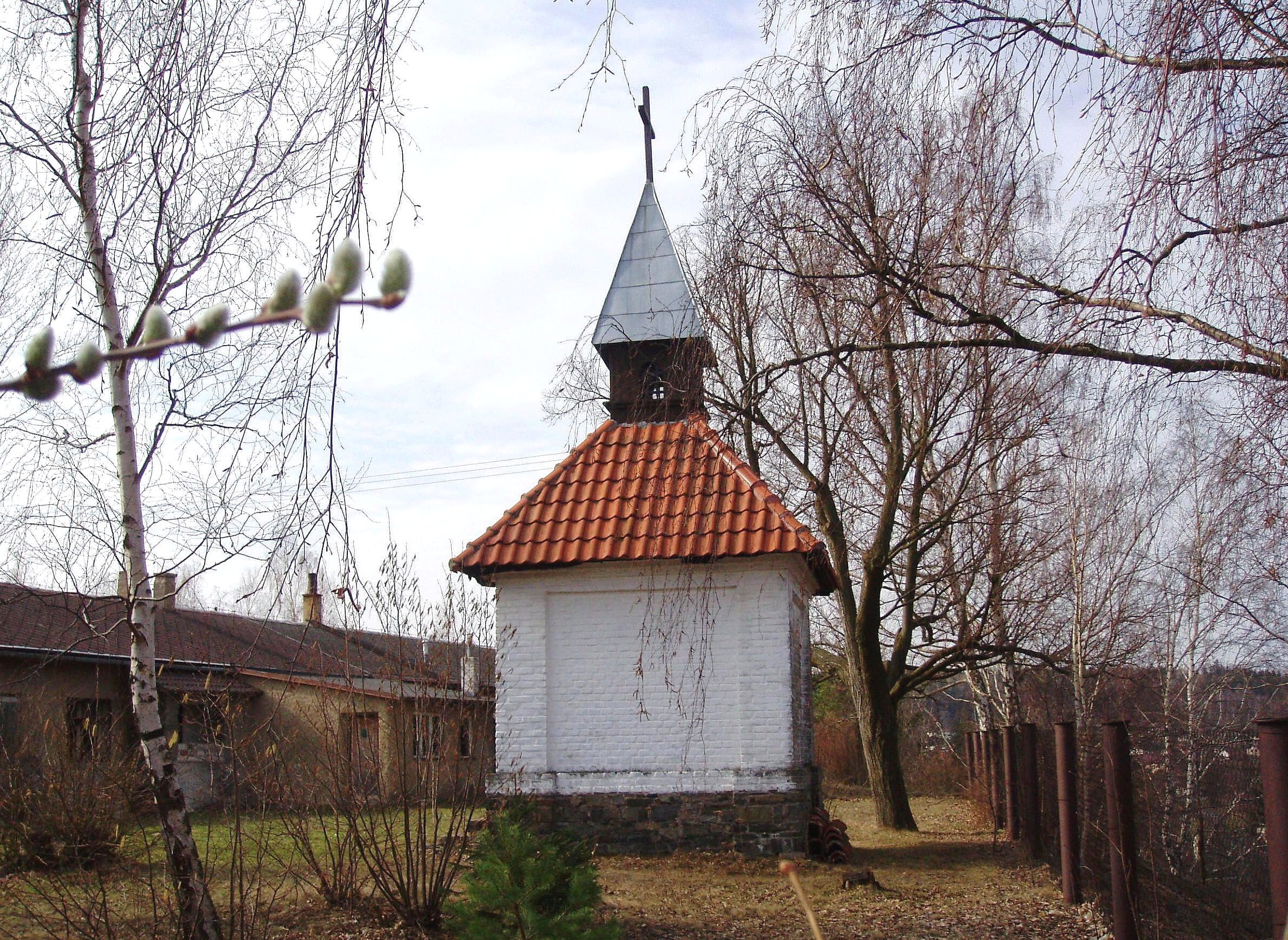
Kaple ve Vysoké Peci

V roce 1732 se zde narodil Jan Antonín Alis pozdější zakladatel moderního hornictví v Příbrami. V létech 1768–1770 byl vybudován na říčce Litavce první ze soustavy báňských rybníků, rybník Vysokopecký. V okolí obce jsou pozůstatky jak hornické činnosti probíhající v Bohutínském rudním revíru, tak pozůstatky středověkých báňských prací. Na zdejším dole Řimbaba postupně vzniká muzeum regionu Bohutínska. Na Vysoké Peci sídlí mateřská školka a bohutínský obecní úřad.
V roce 1932 byly ve vsi evidovány tyto živnosti a obchody: nákladní autodooprava, dva obchodníci s dobytkem, důl Bohutín II Správy státních dolů, holič, tři hostince, jednatelství, kovář, dva krejčí, obchod s lahvovým pivem, čtyři obchody se smíšeným zbožím, tři trafiky a dva truhláři.

## Obyvatelstvo
| Rok            | 1869 | 1880 | 1890 | 1900 | 1910 | 1921 | 1930 | 1950 | 1961 | 1970 | 1980 | 1991 | 2001 | 2011 | 2021 |
| -------------- | ---- | ---- | ---- | ---- | ---- | ---- | ---- | ---- | ---- | ---- | ---- | ---- | ---- | ---- | ---- |
| Počet obyvatel | 611  | 653  | 737  | 692  | 593  | 489  | 449  | 297  | 676  | 655  | 712  | 689  | 750  | 859  | 890  |
| Počet domů     | 68   | 71   | 73   | 76   | 79   | 78   | 84   | 88   | 88   | 126  | 153  | 189  | 203  | 231  | 260  |

## Obecní správa
Při sčítání lidu v letech 1850–1879 Vysoká Pec byla osadou obce Lazec v okrese Příbram. V letech 1880–1960 byla samostatnou obcí v okrese Příbram. Od 12. června 1960 je částí obce Bohutín v okrese Příbram.